# Perlinův šum

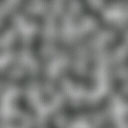
Dvoudimenzní průřez 3D Perlinovým šumem.

Perlinův šum (anglicky Perlin noise) je metoda vhodná pro generování grafického šumu, kterou roku 1985 představil Ken Perlin.

## Historie
Tato metoda vychází z tvorby Kena Perlina, který ji vyvinul během prací pro Mathematical Applications Group, Inc. Roku 1997 Ken Perlin získal ocenění Academy Award for Technical Achievement od Akademie filmových umění a věd za spoluúčast na filmu Tron z roku 1982.

## Jak to funguje
Tato metoda funguje na součtu stejné šumové funkce, avšak o různé intenzitě a v různém měřítku. Pro takovouto šumovou funkci se často používá náhodný, deterministický generátor. Výsledkem součtu šumových funkcí je šum, kterým je možné napodobit rozličné přírodní věci, nejčastěji oblaka, vodu, dřevěné materiály a mramor.
Pořadí při sčítání se nazývá oktáva. V každé oktávě má šumová funkce různé měřítko a intenzitu. Měřítko lze udávat frekvencí, tedy počtem opakování na jednotku. Intenzitu v tomto případě nazýváme amplitudou.
Perlinův šum je realizován jako funkce buď (x,y,z) nebo (x,y,z,čas), která využívá interpolaci mezi sadou předem vypočítaných vzestupných vektorů, pro konstrukci hodnoty, která se mění náhodně v závislosti na prostoru a/nebo čase. Ken Perlin tuto realizaci šumu vylepšil v roce 2002, potlačením některých vizuálních artefaktů.

## Využití
Perlinův šum je široce využíván v počítačové grafice pro vytvoření různých efektů, jako jsou např. plameny ohně, kouř, vodní hladiny a tekoucí vody, a také oblaka. Je také velmi často využíván pro generování textur, pokud je velmi omezená paměť nebo nároky na ni, jako např. u demoverzí. Také postupně nalézá uplatnění v GPU při tvorbě real-time grafiky v počítačových hrách.

## Příklad
Trojrozměrný Perlinův šum v C++:
```
double
 
perlinNoise
(
const
 
double
 
&
x
,
 
const
 
double
 
&
y
,
 
const
 
double
 
&
z
,
 
const
 
int
 
&
OCTAVES
 
=
 
4
,
 
const
 
double
 
&
PERSISTENCE
 
=
 
0.5
)

{

	
double
 
ret
 
=
 
0
;

	
double
 
frequency
 
=
 
1
;

	
double
 
amplitude
 
=
 
1
;

	
for
(
int
 
i
=
0
;
 
i
<
OCTAVES
;
 
i
++
)

	
{

		
ret
 
=
 
ret
 
+
 
amplitude
*
noise
(
x
*
frequency
,
y
*
frequency
,
z
*
frequency
);

		
frequency
 
*=
 
1
/
PERSISTENCE
;

		
amplitude
 
*=
 
PERSISTENCE
;

	
}

	
return
 
ret
;

}

```